# Delphinium autumnale
Delphinium autumnale är en ranunkelväxtart som beskrevs av Hand.-mazz.. Delphinium autumnale ingår i släktet storriddarsporrar, och familjen ranunkelväxter. Inga underarter finns listade i Catalogue of Life.